# Sciurocheirus
Sciurocheirus és un gènere de primats de la família dels gàlags. Conté quatre espècies de mida petita-mitjana que viuen a Àfrica, al nord de la Guinea Inferior, entre el riu Níger i el riu Congo. Tenen una llargada de cap a gropa de 16–25 cm, una cua de 20– cm i un pes de 190–430 g. Tenen el pelatge marró grisenc i les extremitats de color marró vermellós. Els seus ulls són grossos i de color marró vermellós.